# Ryan Lochte
Ryan Steven Lochte (Rochester, Estats Units 1984) és un nedador nord-americà guanyador d'onze medalles olímpiques, cinc de les quals són d'or. Set d'aquestes medalles les va obtenir en proves individuals, fet que el situa en segona posició en la classificació de medallistes individuals en natació. Actualment, posseeix el rècord del món de les proves de 200 metres estils (en piscina olímpica i en curta), el de 400 metres estils (en piscina curta) i com a part de l'equip americà també és posseïdor del rècord del món en la prova de relleus 4x200 metres lliures (en piscina olímpica).
Gràcies al seu èxit en la natació ha guanyat dos cops el premi de Nedador de l'any i de Nedador americà de l'any. També ha estat designat dos cops com a Nedador de l'estiu per la FINA. Al llarg de la seva carrera ha guanyat un total de 62 medalles en competicions internacionals, 39 de les quals són d'or, 13 de plata i 10 de bronze entre els Jocs Olímpics, els Campionats del Món, els Jocs Panamericans i els Campionats de Natació Pan Pacific.
Lochte està especialitzat en l'esquena i ens els estils, però també és un bon nedador en lliures. Destaca per la velocitat i la distància que recorre quan s'impulsa sota l'aigua. També és conegut pel seu domini en el format de piscina curta.

## Inicis
Lochte va néixer el 3 d'agost de 1984 a Rochester, Nova York. La seva mare, Ileana "Ike", és cubana nascuda i criada a l'Havana, mentre que el seu pare, Steven R. Lochte, és d'ascendència anglesa i alemanya. Té dues germanes grans, Kristin i Megan, i dos germans més petits, Devon i Brandon. Durant la seva infantesa, vivia amb la seva família a Canandaigua, Nova York, però més tard es van traslladar a Florida per tal que el seu pare el pogués entrenar en natació. Els seus pares el van ensenyar a nedar amb cinc anys. Sovint era expulsat de les classes de natació del seu pare per mal comportament, com ara estirar de les cames als altres nens, fer bombolles i amagar-se a l'altra banda de la piscina. Lochte va començar a nedar seriosament quan era estudiant de tercer any al High School. El seu pare va dir una vegada: «L'enviava a les dutxes quan es comportava malament. Es passava més temps a les dutxes que en la piscina.». Als catorze anys, després de perdre als Jocs Olímpics Júnior va canviar la seva actitud envers la natació: «De cop vaig dir, "n'estic fart de perdre". Després d'això vaig entrenar durament i mai he tornat a perdre allí.»
El 2002 es va graduar a l'Spruce Creek High School a Port Orange, Florida.

## Carrera esportiva

### Carrera universitària
Ryan Lochte va estudiar en la Universitat de Florida i es va graduar el 2007. Durant aquest temps va formar part dels Florida Gators, l'equip esportiu de la Universitat de Florida, i es va entrenar sota les ordres de Gregg Troy. En la seva etapa universitària va ser escollit dos cops Nedador de l'Any NCAA i va ser set cops campió de l'NCAA, set cops campió de la conferència SEC, on participa la Universitat de Florida; i vint-i-quatre vegades All-American. Al campionat NCAA del 2006, Lochte va quedar primer en les tres disciplines individuals en les quals va participar, i va establir el rècord en el US Open i el rècord americà en les proves de 200 iardes estils i 200 iardes esquena. També va millorar el rècord NCAA de Tom Dolan en les 400 iardes estils, que havia estat vigent durant gairebé deu anys.

### Carrera internacional

#### 2004-2005
Lochte es va classificar pels seus primers Jocs Olímpics després de finalitzar en segona posició per darrere de Michael Phelps en els 200 m estils als US Olympic Team Trials del 2004. També es va classificar per la prova dels relleus 4x200 m lliures després de quedar en quarta posició a la final dels 200 m lliures.
Als Jocs Olímpics d'Estiu de 2004 celebrats a Atenes, Lochte va nedar amb Michael Phelps, Klete Keller i Peter Vanderkaay, i van guanyar la medalla d'or després de superar a l'equip australià en els relleus 4x200 m lliures, en la que va ser la primera derrota pel combinat australià en sis anys.
També va superar per poc a George Bovell i László Cseh en la final dels 200 m estils i va quedar segon darrere de Phelps, qui va guanyar l'or.
Aquell mateix any es va celebrar el Campionat del Món en piscina curta de 2004 a Indianapolis. Allí Lochte va guanyar la medalla de plata en la prova dels 200 m estils i la de bronze en els 200 m lliures.
També va guanyar la medalla d'or als relleus 4x200 m lliures amb Chad Carvin, Dan Ketchum i Justin Mortimer.
Al Campionat Mundial de Natació de 2005 celebrat a Mont-real, va guanyar la medalla de bronze a les proves de 200 m esquena i de 200 m estils.
A la final dels 4x200 m lliures, va guanyar la medalla d'or juntament amb Phelps, Vanderkaay i Keller després de superar a l'equip del Canadà i al d'Austràlia.

#### 2006-2007
Al Campionat del Món en piscina curta 2006, celebrat a Xangai dues setmanes abans del Campionat NCAA 2006, Lochte va guanyar tres ors, una plata i un bronze. A més, va establir els rècords del món dels 200 m estils i dels 200 m esquena. També va batre un nou rècord en ser el primer home en nedar per sota dels 50 segons en el primer relleu dels relleus 4x100 m estils. La seva tercera medalla d'or la va guanyar en la prova dels 400 m estils, on va batre el rècord del campionat.
Al Campionat Mundial de Natació 2007 celebrat a Melbourne va guanyar la seva primera medalla d'or individual en una competició mundial amb piscina olímpica, després de derrotar a Aaron Peirsol en la prova dels 200 m esquena, qui duia set anys seguits sense perdre en aquesta prova, i a més va batre el rècord del món de la prova. Aquest va ser el seu primer rècord del món en piscina olímpica. En aquell mundial també va batre el rècord dels relleus 4x200 m lliures amb Phelps, Keller i Vanderkaay. També va ser plata en els 100 m esquena, en els 200 m estils i en els 400 m estils, quedant segon al medaller només per darrere de Phelps.
Una setmana més tard, Lochte va competir en el Mutual of Omaha Duel in the Pool i en la prova dels 100 m esquena va tornar a derrotar a Peirsol, que també duia set anys sense perdre en aquesta prova, superant-lo per 0,06 segons.

#### 2008
Al Campionat del Món de Natació en Piscina Curta del 2008 disputat a Manchester, Anglaterra, va participar en sis proves i va guanyar medalla en totes elles. La primera prova que va disputar va ser la dels relleus 4x100 m lliures i va guanyar l'or, juntament amb Bryan Lundquist, Nathan Adrian i Doug Van Wie. La següent final en què va participar va ser la dels 400 m estils i també va guanyar l'or. En la prova dels 200 m estils va quedar en primera posició i va batre el rècord del món amb un temps de 1:51.56. L'últim dia de la competició, va disputar tres finals. La primera va ser la dels 200 m esquena, on va quedar en segons posició a només set centèsimes del primer. Després va participar en la prova dels 100 m estils, on va guanyar l'or i va establir un nou rècord del món amb una marca de 51.15, superant el rècord que ell mateix havia marcat en les semifinals el dia anterior. L'última prova en què va participar va ser la dels relleus 4x100 m estils amb l'equip dels Estats Units i va quedar en segona posició, a nou centèsimes dels primers classificats, el combinat rus.

##### Trials
Als U.S. Olympic Team Trials del 2008 celebrats a Omaha, Nebraska, va participar en sis proves individuals i es va classificar per participar en tres d'elles als Jocs Olímpics d'Estiu de 2008. A més, amb la seva tercera posició als 200 m lliures, es va assegurar una plaça en la prova dels relleus 4x200 m lliures. En els 400 m estils, va quedar segon per darrere de Michael Phelps. Als 200 m lliures, va ser tercer per darrere de Phelps i de Vanderkaay. A la prova dels 100 m esquena, també va quedar tercer, aquest cop per darrere d'Aaron Peirsol i de Matt Grevers. Als 200 m esquena va acabar segon darrere de Peirsol, qui va igualar el rècord mundial de Lochte en aquesta prova. Als 200 m estils va quedar segon per darrere de Phelps. També va participar en els 100 m lliures, però es va retirar a les semifinals.

##### Jocs Olímpics d'estiu

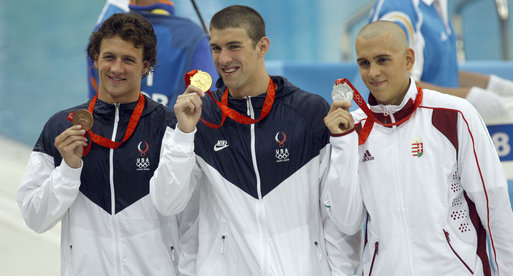
Lochte (esquerra), Michael Phelps (centre) i László Cseh (dreta) ensenyant les medalles aconseguides als 400 m estils (2008)

La primera prova que va disputar als Jocs Olímpics d'estiu de 2008 va ser els 400 m estils, en la qual va guanyar la medalla de bronze quedant per darrere de Phelps i Cseh, amb un temps de 4:08.09. Després va participar en la prova dels relleus 4x200 m lliures juntament amb Phelps, Ricky Berens i Vanderkaay, i junts van guanyar la medalla d'or i van aconseguir un nou rècord del món amb un temps de 6:58.56, més de quatre segons i mig inferior a l'anterior rècord. Amb aquesta marca van ser el primer equip en baixar dels set minuts en aquesta prova. Més tard, en la prova dels 200 m esquena, Lochte va guanyar la seva primera medalla d'or individual i va establir un nou rècord del món, després de superar al vigent campió de la prova, Aaron Peirsol, a la final. Lochte va guanyar una quarta medalla en la prova dels 200 m estils, on va quedar tercer per darrere de Phelps i Cseh.

#### 2009-2012
En el Campionat del Món de Natació de 2009 que es va disputar a Roma (Itàlia), Lochte va acumular 4 ors (200 i 400 m estils i els relleus 4x100 i 4x200 m estil lliure) i un bronze (200 m esquena), batent a més dos rècords del món en els 200 m estils i en el relleu llarg. Lochte va tenir l'avantatge de la renúncia de Phelps en les proves d'estils en aquest mundial.
L'any 2010, tot i no albergar Jocs Olímpics o Mundials, va ser molt reeixit per l'americà, ja que va triomfar en gran en els Mundials en Piscina Curta de Dubai (Emirats Àrabs) i en el Campionat Pa-Pacífic d'Irvine (Canadà) a l'aconseguir 12 medalles d'or en total en les dues competicions, 6 a Dubai (a més d'una plata, convertint així en el primer nedador en la història d'aquesta competició en obtenir 7 metalls) i altres 6 a Irvine. A la Piscina Curta de Dubai va aconseguir dos rècords del món en les proves d'estils (200 i 400 m estils). En els Pa-Pacífics, d'altra banda, va aconseguir per primera vegada batre a Michael Phelps en una competició important. Va ser en els 200 m estils. Al final de l'any Lochte va ser nomenat nedador mundial de l'any i nedador americà de l'any per la revista Swimming World Magazine. També va ser nomenat Nedador Masculí de l'Any per la revista FINA Aquatics World Magazine.
En els Mundials de Xangai (República Popular de la Xina) del 2011 Lochte va ser l'indiscutible triomfador de la competició, aconseguint un total de cinc medalles d'or i un bronze. I aquest mateix fou novament nomenat millor nedador de l'any per la revista Swimming World Magazine.
Al llarg de la seva carrera ha guanyat una medalla d'or als Jocs Panamericans i nou medalles als Campionats de Natació Pan Pacific, set d'elles d'or.

## Millors marques
| Prova            | Temps            | Rècord           | Campionat                         |
| Piscina Olímpica | Piscina Olímpica | Piscina Olímpica | Piscina Olímpica                  |
| ---------------- | ---------------- | ---------------- | --------------------------------- |
| 100 m. lliures   | 48.16            |                  | Campionat del Món de Natació 2009 |
| 200 m. lliures   | 1:44.44          |                  | Campionat del Món de Natació 2011 |
| 200 m. estils    | 1:54.00          | WR               | Campionat del Món de Natació 2011 |
| 400 m. estils    | 4:05.18          |                  | Jocs Olímpics d'estiu de 2012     |
| 100 m. esquena   | 53.37            |                  | Trials Olímpics 2008              |
| 200 m. esquena   | 1:52.96          | Antic WR         | Campionat del Món de Natació 2011 |

| Prova          | Temps         | Rècord        | Campionat                            |
| Piscina Curta  | Piscina Curta | Piscina Curta | Piscina Curta                        |
| -------------- | ------------- | ------------- | ------------------------------------ |
| 200 m. lliures | 1.41.08       | AR            | Campionat del Món de Natació SC 2010 |
| 100 m. estils  | 50.81         | AR i antic WR | Campionat del Món de Natació SC 2010 |
| 200 m. estils  | 1:50.08       | WR            | Campionat del Món de Natació SC 2010 |
| 400 m. estils  | 3:55.50       | WR            | Campionat del Món de Natació SC 2010 |
| 100 m. esquena | 49.99         | Antic WR      | Campionat del Món de Natació SC 2010 |
| 200 m. esquena | 1:46.68       | AR i antic WR | Campionat del Món de Natació SC 2010 |

Llegenda: WR: Rècord del Món; AR: Rècord d'Amèrica.